# Lý Công Uẩn: Đường tới thành Thăng Long
Lý Công Uẩn: Đường tới thành Thăng Long là một bộ phim truyền hình lịch sử Việt Nam dài 19 tập, với nội dung phim xoay quanh con người và sự nghiệp vua Lý Công Uẩn - người khai sinh ra kinh thành Thăng Long và gắn kết đời mình với 3 thời kỳ lịch sử: Thời Đinh - Tiền Lê và thời Lý. Phim được dựng nhằm kỷ niệm 1000 năm Thăng Long - Hà Nội; Bộ phim được đạo diễn người Trung Quốc Cận Đức Mậu đảm nhận công việc hướng dẫn các diễn viên Việt Nam hoàn thành bộ phim Lý Công Uẩn: Đường tới thành Thăng Long với những cảnh quay tại phim trường Hoành Điếm.

## Khái quát
Bộ phim do Công ty Truyền thông Trường Thành sản xuất với kinh phí khoảng 100 tỷ đồng do công ty này đầu tư. Việc dựng phim được hợp tác với Hồng Kông. Kịch bản phim do ông Trịnh Văn Sơn (giám đốc Trường Thành) chấp bút, nhà biên kịch người Trung Quốc Kha Chương Hòa chỉnh sửa, Hội đồng thẩm định kịch bản của Cục Điện ảnh Việt Nam góp ý. Tổng đạo diễn bộ phim là Cận Đức Mậu (người Trung Quốc). Cố vấn mỹ thuật - trang phục cho phim là GS.TS. Đoàn Thị Tình. Vai Lý Công Uẩn do Phạm Tiến Lộc thủ vai. Khoảng 70% bối cảnh phim được thực hiện tại trường quay Hoành Điếm ở tỉnh Chiết Giang (Trung Quốc).
Người ta từng có kế hoạch đưa bộ phim vào nội dung chính thức của chương trình kỷ niệm 1.000 năm Thăng Long-Hà Nội và giao Bộ Văn hoá, Thể thao và Du lịch Việt Nam chịu trách nhiệm nội dung tư tưởng của phim. Tuy nhiên, bộ phim đã không được phép phát sóng theo lịch trình dự kiến vì có nhiều lời phê phán.
Trong 2 ngày 28 - 29/8/2010, Hội đồng Trung ương thẩm định phim truyện và lãnh đạo Cục Điện ảnh đã xem xét 19 tập và đưa ra kết luận: do đa số cảnh quay thực hiện ở Trung Quốc nên bộ phim dễ gây cho người xem cảm giác đây là một bộ phim Trung Quốc. Theo Cục Điện ảnh, phim còn có nhiều chi tiết không đúng với lịch sử và không hợp lý về đặc điểm địa lý. Đạo diễn Bùi Thạc Chuyên, thành viên Hội đồng thẩm định nhận định: "Đây là một bộ phim Trung Quốc, không có gì để tranh cãi. Đạo diễn Trung Quốc, biên kịch Trung Quốc", bộ phim được yêu cầu chỉnh sửa lại.
Sau ba lần chỉnh sửa, bộ phim được lên lịch chiếu vào ngày 30 tháng 6 năm 2011 trên VTV3, tuy nhiên vì áp lực dư luận thì vào ngày 9-6, ông Trần Bình Minh, Tổng Giám đốc Đài Truyền hình Việt Nam (VTV), xác nhận thông tin VTV quyết định hủy kế hoạch phát sóng bộ phim.
Đến tháng 10/2020, một kênh Youtube đã đăng tải một đoạn trích của phim làm nổ ra nhiều tranh cãi gay gắt. Nhiều ý kiến chỉ ra sự sai lệch trong các chi tiết, cũng vì tranh cãi này mà sau hơn 10 năm với nhiều lần chỉnh sửa, bộ phim vẫn chưa được phát sóng hay phát hành rộng rãi.

## Nội dung
Giữa thế kỷ thứ 10, 12 sứ quân cát cứ tranh giành quyền lực, tàn sát lẫn nhau. Giữa cảnh loạn lạc ấy, Đinh Bộ Lĩnh, vốn xuất thân từ một chú bé chăn trâu, đã liên tiếp bình định 12 sứ quân, lập nên nhà nước Đại Cồ Việt, định đô ở Hoa Lư.
Thế nhưng, cuộc nội loạn tranh giành ngôi báu dẫn đến cơ nghiệp của nhà Đinh không được dài lâu. Thập đạo tướng quân Lê Hoàn từ đây mang trọng trách gánh vác giang sơn, đưa đất nước thoát khỏi cơn nguy khốn. Triều Tiền Lê theo đó được sáng lập.
Sau khi đăng cơ, Lê Hoàn trong bình nội loạn, ngoài chống ngoại xâm, chỉnh đốn triều chính, khuyến khích canh nông, xã hội đạt được nhiều thành tựu to lớn. Nhưng đến khi thái tử Lê Long Việt kế thừa ngôi báu, thảm cảnh triều Đinh lại lặp lại. Hoàng tử thứ năm Lê Long Đĩnh sau khi cướp được đế vị lại thi hành nhiều chính sách tàn bạo đẩy nhân dân vào cảnh lầm than.
Lý Công Uẩn thấm nhuần trí tuệ của Đức Phật, văn võ song toàn, trong thời khắc đất nước nguy nan đã lên ngôi hoàng đế, lập nên triều Lý. Năm 1010, Lý Công Uẩn dời đô từ Hoa Lư ra thành Đại La và đổi tên thành Thành Thăng Long, mở ra một trang sử mới cho dân tộc.

## Đánh giá

### Khen ngợi
- Đinh Xuân Dũng, Ủy viên thường trực Hội đồng Lý luận Phê bình Văn học Nghệ thuật Trung ương, cố vấn nội dung phim nhận xét: "... Bộ phim đã thể hiện sinh động với một tình cảm sâu sắc, một thái độ trân trọng với lịch sử..., khó có thể có được bộ phim không có khuyết điểm. Quan trọng là, các nhà làm phim Lý Công Uẩn: Đường tới thành Thăng Long đã nỗ lực làm bộ phim tốt nhất trong khả năng có thể".[6]
- Hội đồng trung ương thẩm định phim truyện cho rằng: "Các nhà làm phim Lý Công Uẩn: Đường tới thành Thăng Long đã xây dựng được một bộ phim có tính chuyên nghiệp cao, hấp dẫn người xem, dàn diễn viên thể hiện xuất sắc ở tất cả các tuyến nhân vật".[7]

### Phê phán
Liên quan đến việc tổ chức các hoạt động kỉ niệm 1000 năm Thăng Long, Hội đồng Duyệt phim Quốc gia Việt Nam đã lên tiếng chỉ trích về bộ phim Lý Công Uẩn: Đường tới thành Thăng Long do có quá nhiều cảnh quay, phục trang, lời thoại, diễn xuất cũng như nội dung mang đậm màu sắc Trung Hoa.
Nhà nghiên cứu văn hóa Việt Nam Nguyễn Đắc Xuân cho đây là một sự lệ thuộc văn hóa Trung Quốc và cũng là một "sự phá hoại" nhân dịp kỉ niệm. Trong một dịp trả lời báo chí, ông lên tiếng "Cần cho bộ phim vào trong kho, để đánh dấu rằng trong điện ảnh Việt Nam đã từng có một sự kiện ngu dốt đến như vậy".

## Các diễn viên chính
- Tiến Lộc vai Lý Công Uẩn
  - Lưu Thành Đạt vai Lý Công Uẩn lúc nhỏ
- Nguyễn Thụy Vân vai Lê Thị Thanh Liên
  - Phùng Hoa Hoài Linh vai Lê Thị Thanh Liên lúc nhỏ
- Hoàng Hải vai Lê Hoàn
- Phan Thị Hòa vai Dương Vân Nga
- Nguyễn Trung Hiếu vai Đinh Bộ Lĩnh
- Nguyễn Mạnh Quân vai Lê Long Đĩnh
- Lê Thiện Tùng vai Lê Long Việt
- Đào Văn Bích vai Đinh Liễn
- Ngô Hoành Thái vai Đinh Hạng Lang
- Phạm Anh Dũng vai Thiền sư Vạn Hạnh
- Đỗ Nhật Nam vai Đinh Toàn
- Đức Sơn vai Đỗ Thích
- Nông Dũng Nam vai Đào Thiên Hổ
- Nguyễn Hoàng Nam vai Lý Phật Mã
- Mai Ngọc Căn vai Đinh Điền
- Nguyễn Anh Thái vai Nguyễn Bặc
- Nguyễn Văn Báu vai Lưu Cơ
- Phan Cẩm Thượng vai Phạm Hạp
- Nguyễn Xuân Trường vai Phạm Cự Lượng
- Nguyễn Kim Hoàn vai Đào Cam Mộc
- Nguyễn Khôi Nguyên vai Lý Khánh Văn
- Hoàng Phát Triệu vai Ngụy Thái Y
- Ngô Huy Hoàng vai Huệ Viên
- Trần Chí Trung vai Mão
- Đỗ Thị Cử vai Mẹ Mão
- Nguyễn Ngọc Thái Duy vai Trí Viễn
- Lê Xuân Khôi vai Đỗ Ất
- Lê Văn Học vai Ông của Thanh Liên
- Hồ Sĩ Hoài vai Trần Thượng Vũ
- Nguyễn Thanh Tùng vai Chu Văn Trung
- Trần Quốc Tuấn vai Đinh Khả Siêu
- Hoàng Trung Sơn vai Trịnh Chí Đức
- Vũ Huy Trinh vai Tri phủ Thuận An
- Nguyễn Thanh Tùng vai Trần Động Chủ
- Tạ Huy Cường vai Chủ quán trọ
- Nguyễn Ngọc Quỳnh vai Công tử ghẹo gái